# Maxomys alticola
Espèce
Statut de conservation UICN

 LC  : Préoccupation mineure
Maxomys alticola est une espèce de rongeurs de la famille  des Muridés endémique de Malaisie.